# ソルブ人
ソルブ人（ソルブじん、高地ソルブ語：Serbja、低地ソルブ語：Serby）は、ドイツ連邦共和国の東部に在住するスラヴ人の一派である。ソルビア人とも呼ばれる。インド・ヨーロッパ語族のスラヴ語派、西スラヴ語群の一派であるソルブ語を話す。高地ソルブ語と低地ソルブ語の2つの言語グループに分かれている。

ソルブ人の旗

## 地勢
現在、ドイツに住むソルブ人は約6万人とされ、そのうちザクセン州北東部に住む高地ソルブ語派が4万人、ブランデンブルク州南東部に住む低地ソルブ語派が約2万人と見られている。ただし、ソルブ語を使うのは1万人から3万人で、その大半はドイツ語とのバイリンガル（二言語利用者）とされている。また、ソルブ人が住む地域は歴史的にラウジッツと呼ばれている。

## 歴史

### 第二次世界大戦まで

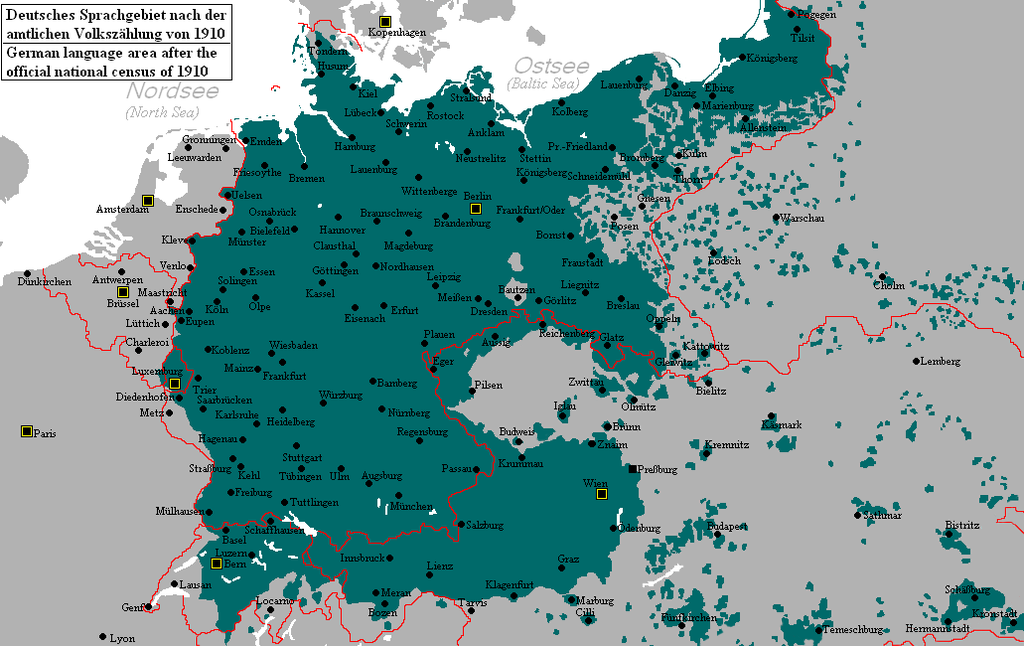
1910年（ドイツ帝国末期）のドイツ語多数地域図。
Berlin（ベルリン、中央上部）の南東、Bautzen（バウツェン）付近にある2つの灰色部分＝非ドイツ語地域（言語島）がソルブ語使用地域（ラウジッツ）。

ソルブ人は、中世までエルベ川東岸地域に住んでいたスラヴ系民族のポラビア・スラブ人の最後の残存者と見られている。同地域はドイツ人による東方植民の影響を受け、急速にドイツ化した。また、この地域のスラヴ人は18世紀にソルブ人と呼ばれるようになった。19世紀末、ソルブ人はラウジッツに約15万人が住み、モノリンガル（単言語利用者）が多数派だったが、ドイツ帝国からヴァイマル共和国の時代にかけて進んだ広汎な「ドイツ化」により、1920年代にはドイツ語とのバイリンガルが多数派になった。
1933年に成立した国家社会主義ドイツ労働者党（ナチス）政権は、ソルブ人をスラヴ民族ではなく「ソルブ語を話すドイツ人」と見なし、「再ドイツ化」政策を進めた。1937年にはソルブ人の民族権利擁護団体であるドモヴィナを禁止し、1939年には最後のソルブ語新聞を禁止して、ソルブ人の教師や司祭は追放されて強制収容所へと送られた。これらの政策により、ラウジッツでもソルブ人は少数派へ転落した。

### 戦後の独立志向から東ドイツへ
1945年、第二次世界大戦でドイツが敗北し、全土が連合国軍に占領されると、ラウジッツはドイツの一部としてソヴィエト連邦の軍政下に入った。プラハで組織されたラウジッツ・ソルブ民族評議会は、これを機にチェコスロヴァキアの保護による独立を目指したが、ソ連が旧ドイツ領内でのソルブ国家の樹立を望まなかったため実現しなかった。ただし、ソ連占領下でソルブ人の状況は改善され、1945年にドモヴィナの再建、1947年にソルブ語新聞の復刊が行われ、1948年にはブディシン（ドイツ語ではバウツェン）に高等教育の準備期間となるソルブ語の文法学校（グラマースクール）が設立された。
1949年にソ連の支援で成立したドイツ民主共和国（東ドイツ）も、国内のスラヴ系少数民族であるソルブ人の文化保護に力を入れた。1951年には東ドイツのベルリン・ドイツ科学アカデミーとライプツィヒ大学でソルブ文化研究が開始された。1956年、急速な工業化に反対する反政府デモがラウジッツで発生しても、ソルブ人の社会や文化には影響を与えなかった。1968年に改正された東ドイツ憲法の第40条には「ソルビア民族に属するドイツ民主共和国の市民は、その母語及び文化を育成する権利を有する」と規定されていた。

### ドイツ統一の影響
1989年、ベルリンの壁が崩壊して東ドイツの社会主義体制が終焉すると、ソルブ人の民族評議会が召集され、自分たちとの対話と官製化したドモヴィナの改革を要求した。この要求は、1990年のドイツ再統一によって東ドイツを統合したドイツ連邦共和国（旧西ドイツ）政府との間で続き、1991年にはドモヴィナから改組されて独立性を持ったソルブ人民財団が設立された。
連邦政府は旧東ドイツを5州1市に再編し、ラウジッツはブランデンブルク州とザクセン州に分割されたが、両州の憲法は少数民族としての権利をソルブ人に与えず、現在でもソルブ人は文化集団として認められていない。一方、ソルブ人はソルブ語を使う学校への通学、自治体でのソルブ語使用、道路や駅などの標識におけるソルブ語併記などが認められている。2005年には民族権利の擁護を目指すヴェンディッシュ民族党が設立された。
なお、近年の研究ではソルブ人の63%に特殊なY染色体因子が確認され、これは他のスラヴ系民族との共通性が見られるとされている。

## ドイツ国外のソルブ人社会
19世紀半ば、プロテスタント系のソルブ人がアメリカのテキサス州やオーストラリアに移住した。テキサス中部に広がったソルブ人はドイツ系移民としてドイツ文化を受容したが、「テキサス・ウェンディッシュ・ヘリテージ・ソサエティ」は1988年からソルブ語でのフェスティバルを年1回行い、イースターエッグ、民族舞踊、ソーセージやビールの摂食など西スラヴ系のソルブ文化を継承している。オーストラリアではおもに南部地域に住んでいるが、こちらもドイツ化し、ドイツ系移民の一部と見なされている。

## 文化
ソルブ文化は、特にキリスト教の復活祭で芸術的なイースターエッグを作ることで有名である。また、1月25日には冬の終わりを祝う『小鳥の結婚式』(de:Vogelhochzeit)という祭事を行う。これは子供たちが結婚式の真似事をしたり、小鳥の形をした編みパンを作ったりする。

## 地名
地名学の視点から考えると、ドイツ東部の地名の多くはスラヴ語起源で、その中には先住民族だったソルブ語からのものも多い。ラウジッツの地名で-auや-ow(owe, ouwe)で終わるもの(Zittau(ツィッタウ)や、Zwickau(ツウィッカウ)など)はソルブ語起源の可能性がある。スラブ語系のロシア語では、Москва(モスクワ)という地名が、ドイツ語では、Moskau(モスカウ)となるように、同じくスラブ語派のソルブ語やポーランド語では、Źytawa(ツィッタヴァ)という地名は、ドイツ語ではZittau(ツィッタウ)となるのである。はるか昔、ドイツ東部ではソルブ人が多数派だったが、近年では急速に地名のドイツ語化が進行している。現在でも残っている例として、ザクセン・アンハルト州のツェルプストやツェルビヒなどがある。
旧市街や砦、刑務所、機関銃等で有名なベルリン西部のSpandau(シュパンダウ)は1197年の土地譲渡証書中にSpandoweの名で登場する。現在、シュパンダウは7〜8世紀頃にスラブの一派ヘーベル人によって興されたものと考えられている。なお、シュパンダウの表記は1878年に現行表記に変更されるまで「Spandow」であった。